# Wheaton College (Illinois)

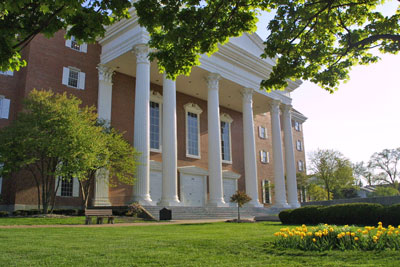
Billy Graham Center utworzony w 1980

Wheaton College – prywatna ewangelikalna uczelnia w Wheaton, założona w 1860 przez znanego abolicjonistę i pastora Jonathana Blancharda. 
College cieszy się opinią najlepszej ewangelikalnej uczelni w USA, nazywany bywa ewangelikalnym Harvardem. Jednym z najbardziej znanych absolwentów jest Billy Graham, który ukończył uczelnię w 1943. Innymi znanymi absolwentami są: J. Dennis Hastert (1964), Bonnie Pruett Wurzbacher (1977), wicedyrektor Coca-Cola Company oraz John Nelson (1963), dyrygent L'Ensemble Orchestra de Paris. Kształci się tu około 2900 studentów, w tym ok. 500 na studiach podyplomowych.
W końcu lat 40. XX wieku Wheaton College stał się bastionem ewangelikalnego chrześcijaństwa.
Według The Princeton Review dla najlepszych 351 college'ów, Wheaton College notowany jest na miejscu:
- #1 jakość jedzenia w kawiarni
- #15 procent studentów kończących edukację (95.0%)[2]
- #21 ukończenie 6-letniej edukacji (86%) (dane z roku 2007)
- #25 według SAT/ACT klasyfikacji (1250–1440) (dane z roku 2007)

W 2010 "Fiske Guide to Colleges" umieścił Wheaton College na liście 44 najlepszych uczelni amerykańskich.
W listopadzie 2010 odwołujący się do judeo-chrześcijańskiej tradycji konserwatywny ekumeniczny periodyk First Things, umieścił Wheaton na pierwszym miejscu wśród amerykańskich uczelni. Na miejscu drugim umieszczony został Thomas Aquinas College. First Things w swoich rankingach bierze pod uwagę następujące kryteria: akademicki, społeczny i religijny.
Od roku 1876 ukazuje się studencki tygodnik Wheaton Record. Wydawany jest w nakładzie 3400 egzemplarzy, a rozprowadzany w każdy piątek. Tygodnik pisany jest przez studentów, a wydawany przez uczelnię.